# 松岡愛子
松岡 愛子（まつおか あいこ、出生年月日不明）は、日本の元AV女優、ロマンポルノ女優。

## 略歴
1986年、AV作品「美保ノクターン・聖裸服バイブル」でデビュー。
1986年からの約2年間に、幼い顔立ちと体型、当時は規制のなかったロリータ系の数少ない女優として映画、ビデオ、雑誌等に大量に出演。

## 出演作品
1986年
- 聖裸服バイブル 美保ノクターン（SAMM）
- 愛子の本番 ぐしょぬれ若妻 愛子のハネムーン（クリスタル映像）
- もっと楽しく感じるままに（マリオン）
- エロティック・ブリザード 止まらない私（アイビック）
- 狂宴 MAD SEX 発情期・愛子（SAMM）
- 本番 松岡愛子（KUKI）
- 新・暴行現場・3 ハード・ドキュメント引き裂かれた女子校生（東京音光）
- ビデオSEXY倶楽部 14（宇宙企画）他多数出演
- Sの女 感触（ロコビジョン）
- いんらん 3Pレズ狂艶（アテナ映像）他出演 影ゆう子、嵯野華恵美
- クリスタル通信 1 パッションビデオ オシッコ・スペシャル（クリスタル映像）他多数出演

1987年
- セニョリータ 1 しびれマンタ（アテナ映像）他多数出演
- セニョリータ 2 はまぐりマンボ（アテナ映像）他多数出演
- 蒼奴夢の宴 セーラー服皮人形（V&Rプランニング）共演:松友伊代
- エレクト5 PART.1 ロコビジョンスペシャルビデオ!（ロコビジョン）他多数出演
- セニョリータ 3 うかれアンコ（アテナ映像）他多数出演
- セニョリータ 5 イカれてマンチョビ（アテナ映像）他多数出演
- ダイジェスト「乱舞」姉妹編 10コレクション SM美少女図鑑（アートビデオ）他多数出演
- 3P顔面発射（ファイブスター）

1988年
- 口内暴力 インモラル・マウスペット（V&Rプランニング）他出演:松友伊代、小松原夏樹、瀬川真理奈、島崎梨乃
- アイビックスペシャル 犯された娘たち（アイビック）他出演:姫野真理亜、東清美、中ひろみ、吉田蜜流、村上レイ、志方いづみ
- 暴行現場スペシャル 4 総集編（東京音光）
- セニョリータ SPECIAL スペシャル特版（アテナ映像）
- 12人の本番中毒 3+2（KUKI）他多数出演
- フェチマドンナ7 2 （ファイブスター）他多数出演

1989年
- 肛外暴力 1 液体編（V&Rプランニング）他多数出演

発売年不明
- (生)テレクラ 握りたがる人妻たち（にっかつ）共演:香田なつみ、小沢めぐみ、水野さおり
- セーラー服 蝋人形（志摩ビデオ）共演:嶋田美姫
- 止まらない私
- 愛子の遺書
- 痴漢電車 後ろで発車（新東宝）他出演:瀬川真理奈、岩城冴子